# زوباجينية
آكلات الحيواناوات أو الزوباجينية (الاسم العلمي: Zoopagomycotina) هي شعيبة من الفطريات.

## رتب
- زوباجيات